# 계승운
계승운(1932년 12월 26일 ~ )은 조선민주주의인민공화국의 전직 축구 선수이다. 현역 시절 포지션은 미드필더였다.